# Neodon sikimensis
Neodon sikimensis este o specie de rozătoare din familia Cricetidae. Se găsește în Bhutan, China, India și Nepal, iar în aparență este foarte asemănătoare cu specia Neodon irene. Uniunea Internațională pentru Conservarea Naturii a clasificat-o ca fiind o specie neamenințată cu dispariția.

## Descriere
Neodon sikimensis are o lungime a corpului (inclusiv capul) de 97 până la 119 milimetri, iar a cozii de 30 până la 52 de milimetri. Blana de pe partea dorsală are culoarea maro închisă, cea de pe partea ventrală are culoarea gri închisă și există o dungă intermediară de maro-ocru unde se întâlnesc cele două culori. Părțile de sus ale labelor picioarelor din față și din spate sunt albe-maronii, iar coada are două culori, fiind maro deasupra și albă dedesubt. Neodon sikimensis este foarte asemănătoare în aparență cu specia Neodon irene, dar este puțin mai mare iar cele două specii pot fi deosebite prin examinarea dentiției lor.

## Răspândire și habitat
Neodon sikimensis se găsește în Asia. Arealul său se extinde din Bhutan și Bengalul de Vest și Sikkim în India și prin vestul, centrul și estul Nepalului la altitudini de peste 2.500 de metri deasupra nivelului mării. De asemenea, se găsește și în China, în sudul Regiunii Autonome Tibet la altitudini de 2.100–3.700 m. Habitatul său este alcătuit din pajiști alpine și zone cu vegetație deasă de la margini de pădure.

## Stare de conservare
Neodon sikimensis are o răspândire largă și se presupune că populația sa este mare. Nu se știe dacă populația este în creștere sau în scădere, dar este improbabil să scadă într-un ritm suficient de rapid pentru a justifica includerea speciei într-o categorie amenințată. Este amenințată de vânarea sa de pisici și câini domestici și de degradarea și pierderea habitatului, care este cauzată de specii invazive și de tăierea la scară mică a copacilor. A fost înregistrată în Parcul Național Langtang și Parcul Național Khangchendzonga. Uniunea Internațională pentru Conservarea Naturii a clasificat-o ca fiind o specie neamenințată cu dispariția.